# IC 4252
IC 4252 ist eine elliptische Galaxie vom Hubble-Typ E-S0 im Sternbild Wasserschlange. Sie ist schätzungsweise 602 Millionen Lichtjahre von der Milchstraße entfernt.

Das Objekt wurde am 4. Mai 1904 von Royal Harwood Frost entdeckt.